# Хайхельхайм, Фриц Мориц
Фриц Мориц Хайхельхайм (нем. Fritz Moritz Heichelheim; 6 мая 1901, Гисен, — 22 апреля 1968, Торонто) — немецко-канадский историк. Специализировался на экономической истории античности.

## Биография
Фриц Мориц Хайхельхайм был сыном банкира Альберта Хайхельхайма и его жены Берты (урождённой Симонсфельд). Он изучал историю античности в университетах Гисена, Берлина и Мюнхена. В Гисене, где его научным руководителем был Рихард Лаквер, Хайхельхайм защитил диссертацию «Чужеземное население в государстве Птолемеев» (Die auswärtige Bevölkerung im Ptolemäerreich). Й. Фогт позже характеризовал Хайхельхайма как последователя Лаквера. После учёбы Фриц Мориц работал учителем в гимназии в Гисене и параллельно готовился к хабилитации, успешно завершённой в 1929 году с работой «Экономические изменения в эпоху от Александра до Августа» (Wirtschaftliche Schwanklungen der Zeit von Alexander bis Augustus).
В дальнейшем Хайхельхайм преподавал античную историю в Гисенском университете, где занимал должность приват-доцента. Его академическая карьера в Германии закончилась в 1933 году, когда к власти пришли нацисты: будучи евреем, Хайхельхайм потерял работу и был вынужден эмигрировать в Великобританию. Он поселился в Кембридже, в 1940 году получил британское гражданство, а в 1942 году стал преподавателем Ноттингемского университета. По окончании Второй мировой войны Хайхельхайм попытался возобновить контакты с германской высшей школой и в 1948 году даже некоторое время опять преподавал в Гисене, но в том же году снова эмигрировал — на этот раз в Канаду. С 1962 года он был профессором в университете Торонто. В 1966 году, за два года до смерти, Хайхельхайм стал членом Королевского общества Канады.
Прожив относительно короткую жизнь, Хайхельхайм успел стать автором огромного количества научных работ: полный список включает более 600 названий. Продуктивность учёного объясняется в том числе тем, что он со времён своего студенчества выделял на сон всего 4 часа в сутки.

## Основные труды
- Wirtschaftliche Schwankungen der Zeit von Alexander bis Augustus. Jena 1930 (Neudruck: Arno Press, New York 1979).
- Wirtschaftsgeschichte des Altertums vom Paläolithikum bis zur Völkerwanderung der Germanen, Slaven und Araber. 2 Bände, Sijthoff, Leiden 1938 (Neudruck in 3 Bänden: Leiden 1969). («Экономическая история античности от Палеолитической эры до миграции германцев, славян и арабов», 2 тома).